# 청주 양씨
청주 양씨(淸州 楊氏)는 충청북도 청주시를 본관으로 하는 한국의 성씨이다.

## 역사
청주 양씨(淸州 楊氏) 시조 양기(楊起)가 원(元)나라에서 금자광록대부(金紫光祿大夫) 중서성정승(中書省政丞)으로 있을 때 공민왕비인 노국대장공주(魯國大長公主)를 따라서 고려에 들어와 정착하였다고 한다. 외교적 공헌을 하여 삼한창국공신(三韓昌國功臣)으로 상당백(上黨伯)에 봉해졌고 관적(貫籍)을 청주(淸州)로 하사(下賜) 받았다고 한다.
조선시대 문과 급제자 10명을 배출하였다.

## 인물
- 양백연(楊伯淵, ? ~ 1379년) : 시조 양기(楊起)의 손자. 고려 공민왕 초에 판각문사(判閣門事)를 지내고, 1363년(공민왕 12)에 흥왕사(興王寺)의 변을 평정하는 데 공을 세워 추성익위공신(推誠翊衛功臣)이 되었다. 1370년 서북면부원수(西北面副元帥)로서 지용수(池龍壽)·이성계(李成桂) 등과 함께 동녕부(東寧府)를 쳐서 공을 세웠다. 1377년(우왕 3년)에 서강부원수(西江副元帥)로서 왜구를 격파했으며, 찬성사(贊成事)가 되어 제조정방(提調政房)을 겸하였다. 시호는 충간(忠簡)이다.
- 양정(楊汀, ? ~ 1466년) : 6세손. 수양대군을 도와 영의정 황보인(皇甫仁) 등을 제거한 공으로 정난공신(靖難功臣) 2등에 책록되고 청원군(淸原君)에 봉해졌다. 세조가 즉위하자 좌익공신(佐翼功臣) 2등에 책록되고 양산군(楊山君)에 봉군되었으며, 공조판서 등을 역임하였다.
- 양면(楊沔, 1444년 ~ 1500년) : 1475년(성종 6) 알성문과에 갑과로 급제하고, 1491년 장령(掌令)에 이어 교리(校理)·첨정(僉正) 등을 역임하였다.
- 양사언(楊士彦, 1517년 ~ 1584년) : 1546년(명종 1) 문과에 급제하여 수령(守令)을 지냈다. 해서(楷書)와 초서(草書)에 뛰어났다. 문집으로 『봉래집(蓬萊集)』이 있다.
- 양사기(楊士奇, 1531년 ~ 1586년) : 양사언의 동생. 1553년(명종 8) 별시문과에 급제하고, 호조좌랑을 거쳐 수령(守令)을 역임하였다.
- 양만고(楊萬古, 1574년 ~ 1655년) : 양사언의 아들. 1610년(광해군 2) 알성문과에 을과로 급제하고, 1639년(인조 17) 군자감정(軍資監正)을 거쳐 통진부사를 지냈다.
- 양찬우(楊燦宇, 1926년 ~ 2011년) : 육군 소장. 제29대 내무부 장관. 제8·9·10대 국회의원.
- 양철우(楊澈愚, 1926년 ~ ) : 교학사 대표이사 회장
- 양승홍(楊承洪, 1969년 ~) : 부산의대  의학박사, 산부인과 전문의, 부산의대 외래교수, 경상남도 의사회 병원이사, 우리여성병원장

## 조선 왕실과의 인척관계
- 세종의 후궁 혜빈 양씨
- 고종의 후궁 귀인 양씨
- 덕원군의 후처 안성군부인 청주 양씨

## 인구
- 2000년 27,437명
- 2015년 38,161명

## 분적된 본관
- 밀양 양씨(密陽 楊氏)

## 같이 보기
- 안악 양씨
- 중화 양씨
- 밀양 양씨
- 남원 양씨 (楊)